# علي مصطفى المصراتي
علي مصطفى المصراتي (18 أغسطس 1926 - 29 ديسمبر 2021) كاتب وأديب ومؤرخ ليبي.

## سيرته
ولد في الإسكندرية سنة 1926م وتلقّى تعليمه بالجلادين ببولاق سنة 1933م ثم التحق بالأزهر الشريف، ونال الشهادة العالية من كلية أصول الدين عام 1946م. ثم شهادة التدريس العالية من كلية اللغة العربية بالجامعة الأزهرية سنة 1946م. عمل بالتدريس بمدرسة الأنباط (المدرسة المصرية) بشبرا. كما اشترك في عدة مظاهرات ضد الإنجليز واعتقل بسجن قارة ميدان. التحق بحزب المؤتمر الوطني برئاسة بشير السعداوي بطرابلس سنة 1948 م وكان خطيباً له.
سُجن ثلاث مرات بسبب مواقفه الوطنية والقومية الرافضة للوجود الأجنبي خلال العهد الملكي على أرض ليبيا.
انتخب عضواًَ لمجلس النواب الليبيّ سنة 1960م وكان صوتاً معارضاً ومطالباً بجلاء القوات الأجنبية الاستعمارية ووحدة البلاد.

## إنتاجه الأدبي
نشر إنتاجه في الصحافة المصرية ثم الليبية والعربية من بينها:
صوت الأمة - الأسبوع - الأيام - آخر ساعة - الأهرام القاهرية - المرصاد - طرابلس الغرب - هنا طرابلس - الرائد - شعلة الحرية - الشعب - الإذاعة - الأسبوع الثقافي - الفصول الأربعة - الجماهيرية - الطريق اللبنانية - القصص التونسية.

## مناصبه
- ترأس مجلة هنا طرابلس سنة 1954م.
- ترأس اللجنة العليا لرعاية الآداب والفنون.
- تولى أمانة اتحاد الأدباء والكتاب بالجماهيرية.
- تولى مهمة مدير الإذاعة الليبية.
- أصدر وترأس تحرير جريدة الشعب.
- ترجمت أعماله إلى الإنجليزية - الفرنسية - الألمانية - الإيطالية - الصينية. الهندية.

## مؤلفاته
- أعلام من طرابلس. (طرابلس: مطبعة ماجي. 1955م).
- لمحات أدبية عن ليبيا. (طرابلس: المطبعة الحكومية. 1965م). 171 ص.
- شاعر من ليبيا (إبراهيم الأسطى عمر). (طرابلس: مكتبة الشرق. 1957م). 244 ص.
- جحا في ليبيا دراسة في الأدب الشعبي. (طرابلس: مكتبة الشرق. 1958م). 141 ص.
- صحافة ليبيا في نصف قرن (عرض وتحليل ودراسة لتطور الفن الصحفي في ليبيا. (بيروت: مطابع دار الكشاف. 1960م). 252 ص.
- غومة فارس الصحراء صفحة من تاريخ ليبيا. (طرابلس: مكتبة الفرجاني. 1960م). 285 ص.
- كفاح صحفي عرض ودراسة تحليلية لجريدة أبي قشة 1908-1911م. (بيروت: مطابع دار الغندور). 190 ص.
- المجتمع الليبي من خلال أمثاله الشعبية (دراسة في التراث الشعبي). طرابلس 1962م. 195 ص.
- مرسال وقصص ليبية أخرى. (بيروت: المكتب التجاري للطباعة والنشر. 1963م). 185 ص.
- ابن حمديس الصقلي. (القاهرة: دار المعارف. 1963م). سلسلة اقرأ 250. 112 ص.
- الشراع الممزق. (القاهرة: دار الكتاب العربي. 1963م). 270 ص.
- شاعر من ليبيا أحمد الشارف دراسة وديوان. (بيروت: المكتب التجاري للطباعة والنشر والتوزيع. 1963م). 303 ص.
- أسد بن الفرات فاتح صقلية. (القاهرة: المؤسسة العامة للتأليف والنشر. 1964م).
- حفنة من رماد. (بيروت: دار الغندور. 1964م). 195 ص.
- سعدون البطل الشهيد صفحة من نضال الشعب الليبي. (بيروت: المكتب التجاري للطباعة والنشر والتوزيع. 1964م). 256 ص.
- ابن غلبون مؤرخ ليبيا. (طرابلس: اللجنة العليا لرعاية الفنون والأداب. 1966م). 183 ص.
- الصلات بين تركيا وليبيا التاريخية والاجتماعية. (طرابلس: اللجنة العليا لرعاية الفنون والآداب. 1968م). 264 ص.
- مجمع الجهلة. (طرابلس: مكتبة الفكر. 1972م). 198 ص.
- الشمس والغربال مطبعة الرجوي القاهرة 1969م
- خمسون قصة الدار الجماهيرية طرابلس 1983م
- الجنرال في محطة فكتوريا الدار العربي للكتاب طرابلس - تونس 1991م
- القرد في المطار الدار الجماهيرية طرابلس 1992م
- صائد الفراشات الدار الجماهيرية طرابلس 1993م
- عبد الكريم تحت الجسر مؤسسة الإبداع الرباط 1994م
- الطائر الجريح الدار الجماهيرية طرابلس 1995م
- الأمثال الشعبية الدار الجماهيرية طرابلس 2000م

## وصلات خارجية
- علي مصطفى المصراتي على موقع أرشيف الشارخ.